# Akwid
Akwid es un grupo musical mexicano que combina el estilo hip hop con la música regional mexicana, surgido en el año de 1995. En sus inicios, el grupo era conocido como Juvenile Style. Los raperos Francisco "AK" Gómez y Sergio "Wikid" Gómez, quiénes forman el grupo Akwid, son hermanos. Ellos nacieron en la ciudad de Jiquilpan, Michoacán, México, pero ahora viven en la ciudad de Los Ángeles, California, Estados Unidos.

## Inicios
Sergio y Francisco Gómez nacieron en Jiquilpan, Michoacán, México. Se mudaron a los Estados Unidos de América a los cinco y tres años respectivamente. Educados en las calles de Los Ángeles, descubrieron un talento musical y una gran preocupación entre los mundos del "Hip Hop". El grupo fue reconocido y presionó efusivamente la fusión entre la música y cultura ,sus inicios en el mundo de rap fue como el dúo de rap llamado "juvenile style" el cual 2 álbum después se convertirían en : AKWID dio vida e identidad a las personas que representan la juventud en las diversas comunidades alrededor del mundo. Nombrados pioneros del género, los hermanos Gómez se desenvuelven en el mundo de creación y expresión a través de la música.

## Discografía
Su Segundo álbum, Proyecto Akwid, ganó dos Premios Billboard y un Grammy al Mejor Álbum de Rock Latino/Alternativo.
Su álbum Hoy, Ayer, and Forever remixes varias canciones del álbum 2002 A.D. utilizando su más reciente estilo, la incorporación de la música regional mexicana. Su álbum KOMP 104.9 Radio Compa está grabado en la forma de una emisión de una estación de radio que sólo pasa música de Akwid. Ambos álbumes son del año 2004. Su álbum Los Aguacates De Jiquilpan (2005) está grabado como si fuera un cuento de hadas que explica su llegada de Jiquilpan, México a los Estados Unidos. Actualmente han firmado con el sello Machete Music, que pertenece a grupo musical Universal.
Su canción, "¡Chivas Explosivas!" es el himno oficial del Club Deportivo Chivas USA de la Major League Soccer
En el año 2015 dan a conocer públicamente su nuevo álbum llamado "el atraco", asimismo promocionan "previews" de su posible contenido. Sin embargo dicho álbum hasta el momento nunca ha sido publicado realmente; en múltiples ocasiones el grupo Akwid se ha comprometido con sus fanes a sacarlo a la venta, pero esto solo han sido falacias. Por lo anterior, se rumora que el grupo Akwid presenta obstáculos económicos, administrativos e incluso legales (Derechos de autor) para poner en marcha sus proyectos.
El día 3 de mayo de 2019 dan a conocer públicamente en la plataforma de YouTube el video oficial del "single" llamado "akwid suena"
De la misma forma; el día 27 de septiembre de 2019 dan a conocer públicamente en la plataforma de YouTube el video oficial de la canción llamada "voy a 90", esto con la colaboración de Joan Elite. 
El día 10 de marzo de 2020, se estrena en la plataforma de YouTube la canción; "gallo de pelea", en dónde figuran Akwid, en colaboración con Neto Peña y Santa Fe Klan.

### Álbumes de estudio
Para una lista completa de todas las canciones, ver Anexo:Canciones grabadas por Akwid
- juvenile style =time to expand (summo records 1993)
- juvenile style =brewed in soth central(pump records 1995)
- The Akwid Proyect (2-k Sounds, 2001)
- Akwid A. D. (Univision, 2002)
- Proyecto Akwid (Univision, 2003)
- Komp 104.9 Radio Compa (Univision, 2004)
- Los Aguacates de Jiquilpan (Univision, 2005)
- E.S.L. (Univision, 2006)
- La Novela (Univision, 2008)
- Clasificado "R" (Machete Music, 2010)
- Ready Hits 21 Limited Edition (Platino Records 2011)
- Revólver (Diwka, 2013)
- El atraco (Diwka, próximamente)

### Recopilaciones
- El Movimiento Del Hip Hop (2003)
- El Movimiento Del Hip Hop Vol 2

(2004)
- The Crossover (2-k Sounds, 2004)
- Hoy, Ayer, y and Forever (2-k Sounds, 2004)
- Siempre (2-k Sounds, 2004)
- Kickin' It Juntos (con Jae-P), Univision, 2005)
- Still Kickin' It (con Jae-P), (Univision, 2005)
- Live in Japan (Univision, 2006)
- Dos En Uno (Univision, 2006)
- Greatest Éxitos (Univision, 2007)
- No Hay Manera y Muchos Éxitos Mas: Línea de Oro (Univision, 2007)